# Космічне Командування Збройних сил США
Космі́чне Кома́ндування Збро́йних сил США (англ. United States Space Command, USSPACECOM) — вище Об'єднане Командування Збройних сил США, що входило до складу подібних структур міністерства оборони США.
Командування було створене у 1985 році з метою врегулювання проблем застосування збройними силами країни космічного простору. USSPACECOM дислокувалося на території авіабази Петерсон, у штаті Колорадо і командувач Космічного Командування одночасно був керівником Командування повітряно-космічної оборони Північної Америки (англ. U.S.-Canadian North American Aerospace Defense Command (CINCNORAD) та більшість часу існування Командування також командувачем Космічного Командування ПС США. Основним завданням Командування було проведення військово-космічних операцій та їх координація з іншими структурними підрозділами Збройних сил США та їх союзників.
1 жовтня 2002 році у зв'язку з реформуванням системи управління збройних сил США, було утворене нове Північне Командування Збройних сил США, а Космічне Командування Збройних сил США об'єдналося зі Стратегічним Командуванням.

## Командувачі
|    | Прізвище                        | Фото | Початок        | Кінець         | Інші посади у ЗС США |
| -- | ------------------------------- | ---- | -------------- | -------------- | --- |
| 1  | генерал Роберт Геррес, ПС       |      | 1985           | 1987           | 1-й Заступник голови Об'єднаного комітету начальників штабів США (1987—1990)                                                                     |
| 2  | генерал Джон Піотровські, ПС    |      | 1987           | 1990           | 22-й Заступник начальника штабу Повітряних сил (1985—1987)                                                                                       |
| 3  | генерал Дональд Кутина, ПС      |      | 1990           | 1992           | |
| 4  | генерал Чак Горнер, ПС          |      | червень, 1992  | вересень 1994  | Командувач 9-ї повітряної армії, Центрального командування ПС (1987—1992).                                                                       |
| 5  | генерал Джозеф Еші, ПС          |      | вересень 1994  | серпень 1996   | |
| 6  | генерал Говелл Естес, ПС        |      | серпень 1996   | 14 серпня 1998 | |
| 7  | генерал Річард Маєрс, ПС        |      | 14 серпня 1998 | 22 лютого 2000 | 5-й Заступник голови Об'єднаного комітету начальників штабів США (2000—2001) 15-й Голова Об'єднаного комітету начальників штабів США (2001—2005) |
| 8  | генерал Ральф Ебергарт, ПС      |      | 22 лютого 2000 | 1 жовтня 2002  | 27-й Заступник начальника штабу Повітряних сил (1997—1999) Командувач Північного Командування Збройних сил США (2002—2005)                       |
| 9  | генерал Джон Вільям Реймонд, ПС |      | 29 серпня 2019 | 20 серпня 2020 | Командувач Космічного командування ПС (2016—2019)                                                                                                |
| 10 | генерал Джеймс Дікінсон, Армія  |      | 20 серпня 2020 | в посаді       | Командування космічної та протиракетної оборони армії США (2017—2019)                                                                            |